# Ctenopelma areolatum
Ctenopelma areolatum är en stekelart som först beskrevs av Davis 1897.  Ctenopelma areolatum ingår i släktet Ctenopelma och familjen brokparasitsteklar. Inga underarter finns listade i Catalogue of Life.